# Triều Taungoo

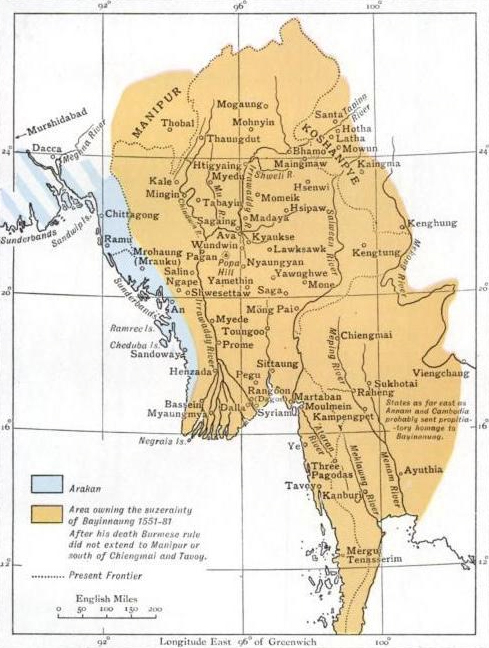
Phạm vi của vương quốc Taungoo

Triều Taungoo hay Toungoo (tiếng Myanmar: တောင်ငူခေတ်, phiên âm quốc tế: tàuɴŋù kʰiʔ; Hán-Việt: Đông Hu 東吁) là một trong những triều đại vĩ đại nhất trong lịch sử Myanmar. Các vua triều Taungoo đã lần thứ hai thống nhất đất nước Myanmar. Taungoo là gọi theo tên kinh đô đầu tiên của triều đại này, hiện là thành phố Taungoo, vùng Bago.

## Lịch sử
Vào thời Pagan, Taungoo chỉ là một làng nhỏ. Sau khi triều Pagan sụp đổ, nạn dân người Miến đổ dồn về Taungoo. Một tiểu quốc nhỏ của người Miến đã được thành lập vào khoảng giữa thế kỷ 14, trung tâm là Taungoo. Vương quốc này trở thành trung tâm mới của người Miến.
Đến cuối thế kỷ 15, vua đời thứ tư của Taungoo là Mingyinyo (còn viết là Minkyinyo, 1459-1530) đã lãnh đạo đất nước một cách xuất sắc, phát triển mạnh mẽ nông nghiệp, mở rộng lãnh thổ đến tận sông Sittaung ở phía nam Ava vào khoảng năm 1510. Khi người Shan xâm chiếm Ava năm 1527, một lần nữa nạn dân người Miến lại đổ về Taungoo, góp phần làm cho Taungoo thêm mạnh. Sau đó, Taungoo đã đánh bại quốc gia Mohnyin của người Shan ở Bắc Myanmar.
Đến đời vua Tabinshwehti, Taungoo đã thống nhất được phần lớn lãnh thổ Myanmar, và tiến quân về phía nam tới đồng bằng Ayeyarwady và chiếm kinh đô của quốc gia người Môn Hanthawaddy ở Pegu (thành phố Bago ngày nay). Tabinshwehti xưng là vua của toàn cõi Myanmar và rời đô về Pegu. Việc dời đô này đã giúp cho triều Taungoo phát triển được thương mại, làm giàu đất nước. Nhờ đó, quân đội Taungoo được tăng cường và tiến quân về miền biển Rakhine chinh phạt vương quốc Mrauk U của người Rakhine. Tuy thất bại ở Mrauk U, nhưng Taungoo đã kiểm soát được phần lớn Hạ Miến tới tận Prome (thành phố Pyay hiện nay). Rút quân từ phía tây sang phía đông, Tabinshwehti tấn công vương quốc Ayutthaya của người Thái, nhưng lại bị đánh bại. Chuyến hướng lên phía bắc, quân đội Taungoo lại thua ở Ava. Những thất bại quân sự liên tục đã dẫn tới những cuộc nổi loạn từ phía quân đội. Tabinshwehti đã bị ám sát vào năm 1550.
Tướng Bayinnaung, đồng thời là em rể Tabinshwehti, trở thành vua Taungoo. Là một người mạnh mẽ và có tài, vua Bayinnaung đã chinh phạt thành công nhiều vùng đất, kể cả Manipur (1560) và Ayutthaya (1569), Mong Mao (của người Shan, ở Vân Nam ngày nay), Lan Na (bắc Thái Lan), và Lan Xang (Lào). Myanmar lúc này trở thành quốc gia hùng mạnh bậc nhất Đông Nam Á, với biên giới mở rộng tới tận Lào và Bangkok ngày nay. Tuy nhiên, những cuộc chiến tranh liên tục đã làm Taungoo kiệt quệ tài nguyên. Taungoo đã không tiêu diệt được các quốc gia mà nó xâm chiếm. Nên sau khi Bayinnaung qua đời, các nước phụ thuộc đều lần lượt giành lại độc lập.
Trước việc các miền đất từng bị chinh phục nổi dậy, vua Nanda Bayin (con của Bayinnaung) phải rút khỏi miền nam Myanmar, rời đô về Ava năm 1599. Triều Taugoo từ đây còn được gọi là Triều Hậu Taungoo (hoặc Triều Nyaungyan). Và thời kỳ hùng mạnh trước đó được gọi là Triều Tiền Taungoo để phân biệt.
Cháu nội Bayinnaung là vua Anaukpetlun (1605-1628), một lần nữa thống nhất được Myanmar vào năm 1613 và đánh bại nỗ lực xâm lược của Bồ Đào Nha, nhưng đế chế của ông dần dần tan rã. Vua tiếp theo là Thalun (1629-1648) đã xây dựng lại đất nước bị chiến tranh tàn phá. Dựa trên các cuộc điều tra năm 1635 của Thalun, dân số của vương quốc được ước tính là khoảng 2 triệu người.
Triều Taungoo tồn tại thêm một thế kỷ rưỡi nữa, cho đến khi vua Mahadammayaza Dipadi qua đời năm 1752. Được sự hậu thuẫn của người Pháp ở Ấn Độ, người Môn nổi dậy chống lại Taungoo, tiếp tục làm suy yếu nhà nước này. Alaungpaya của triều Konbaung là người đã khiến triều Taungoo chính thức diệt vong vào năm 1752.